# Régiment du Commissaire Général cavalerie
Pour les articles homonymes, voir régiment d'Esclainvilliers et régiment du Dauphin.
Le régiment du Commissaire Général cavalerie est un régiment de cavalerie du royaume de France créé en 1645 devenue sous la République française et le Premier Empire, le 3e régiment de cuirassiers.

## Création et différentes dénominations
- 15 octobre 1645 : création du régiment d’Esclainvilliers cavalerie
- 25 mai 1654 : renommé régiment du Commissaire Général cavalerie
- 1er décembre 1761 : renforcé par incorporation du régiment de Beauvilliers cavalerie[1]
- 1er janvier 1791 : renommé 3e régiment de cavalerie
- 24 septembre 1803 : transformé en cuirassiers, le 3e régiment de cuirassiers

## Équipement

### Étendards
6 étendards de « ſoye bleue, semez de fleurs de lys d’or brodées, & frangez d’or ».

Étendards
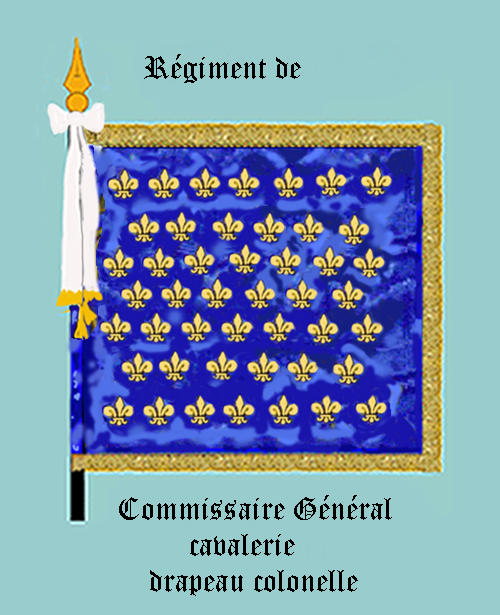
drapeau colonelle du régiment du Commissaire Général, avers et revers
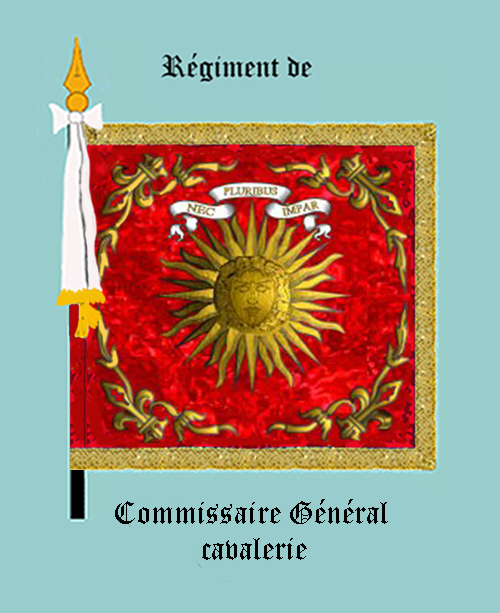
drapeau du régiment du Commissaire Général, avers
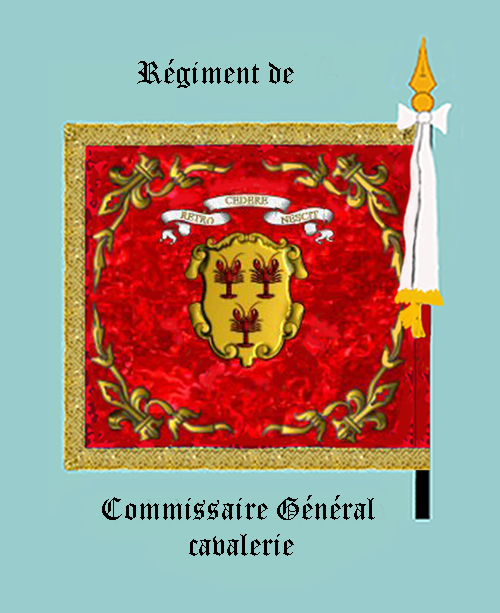
drapeau  du régiment du Commissaire Général, revers

### Habillement

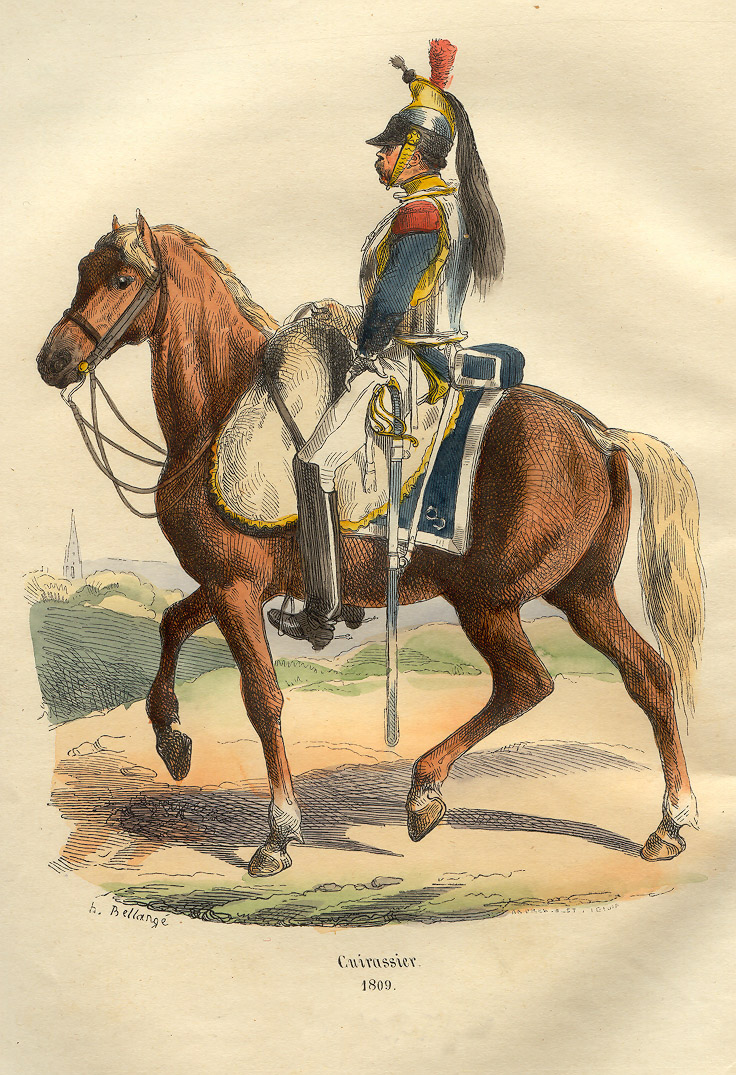
Cuirassier en 1809, gravure de Bellangé illustrant l’Histoire de Napoléon de Laurent de l’Ardèche, 1843.

Uniformes
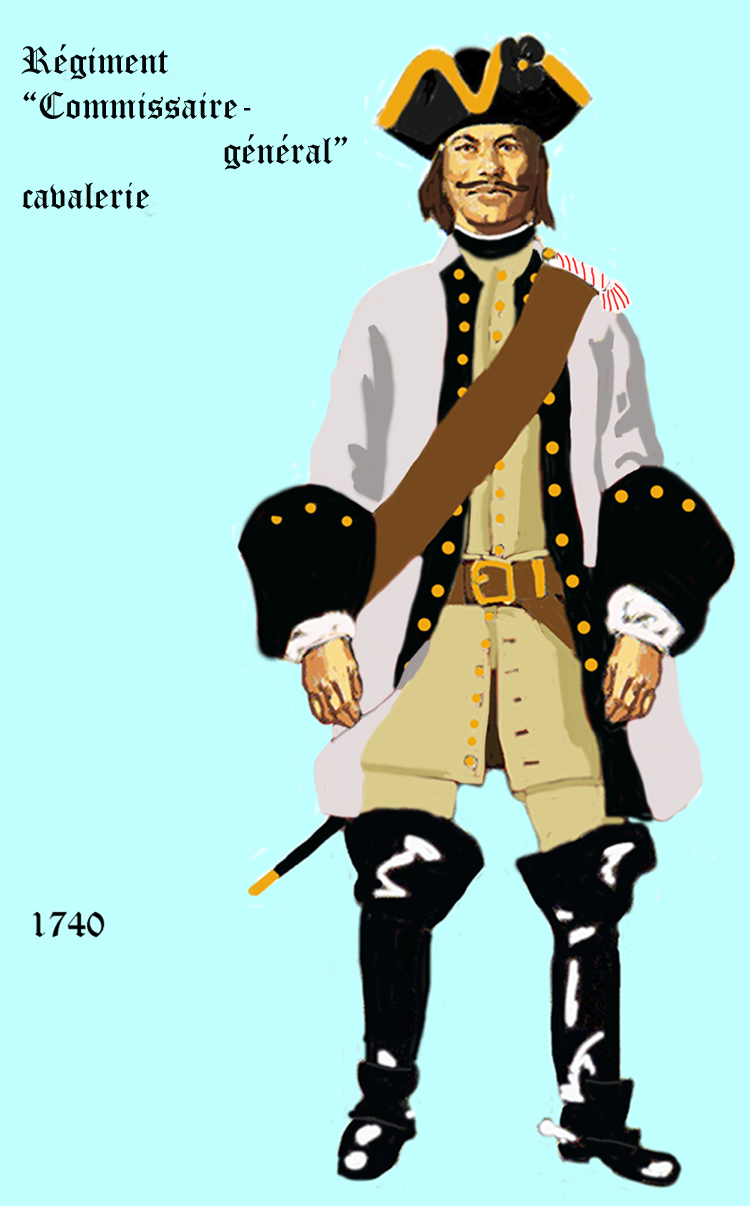
régiment du Commissaire Général de 1740 à 1757
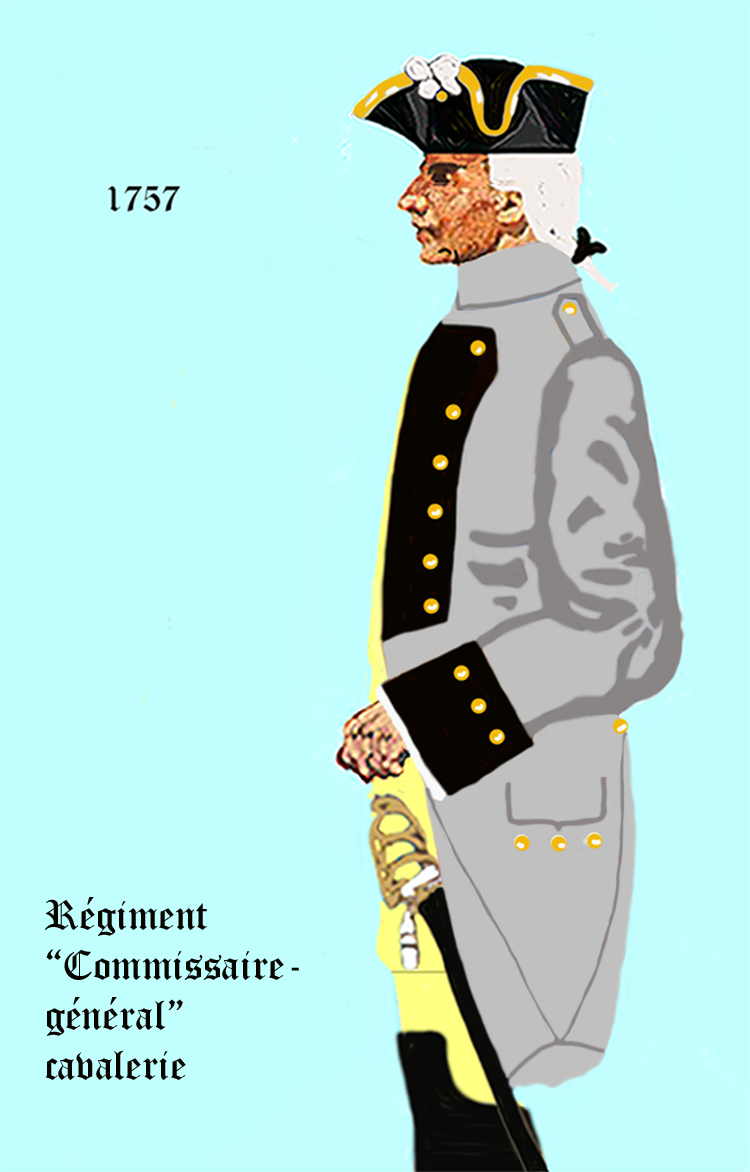
régiment du Commissaire Général de 1757 à 1762
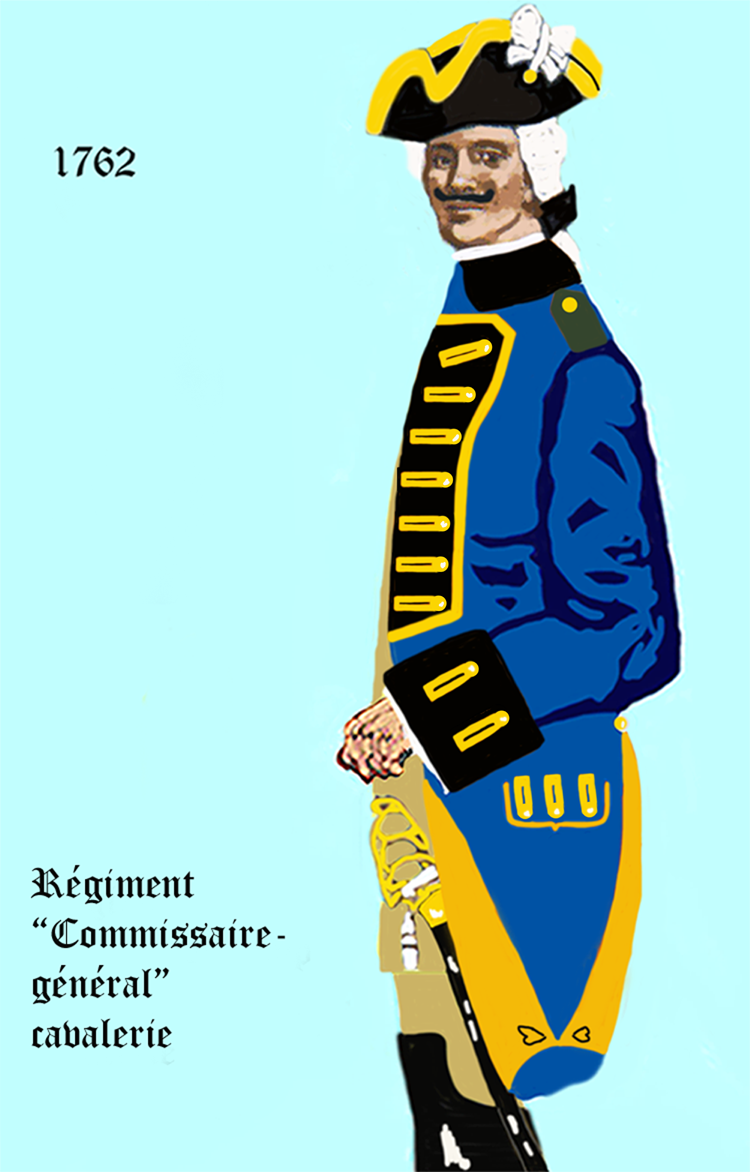
régiment du Commissaire Général de 1762 à 1767
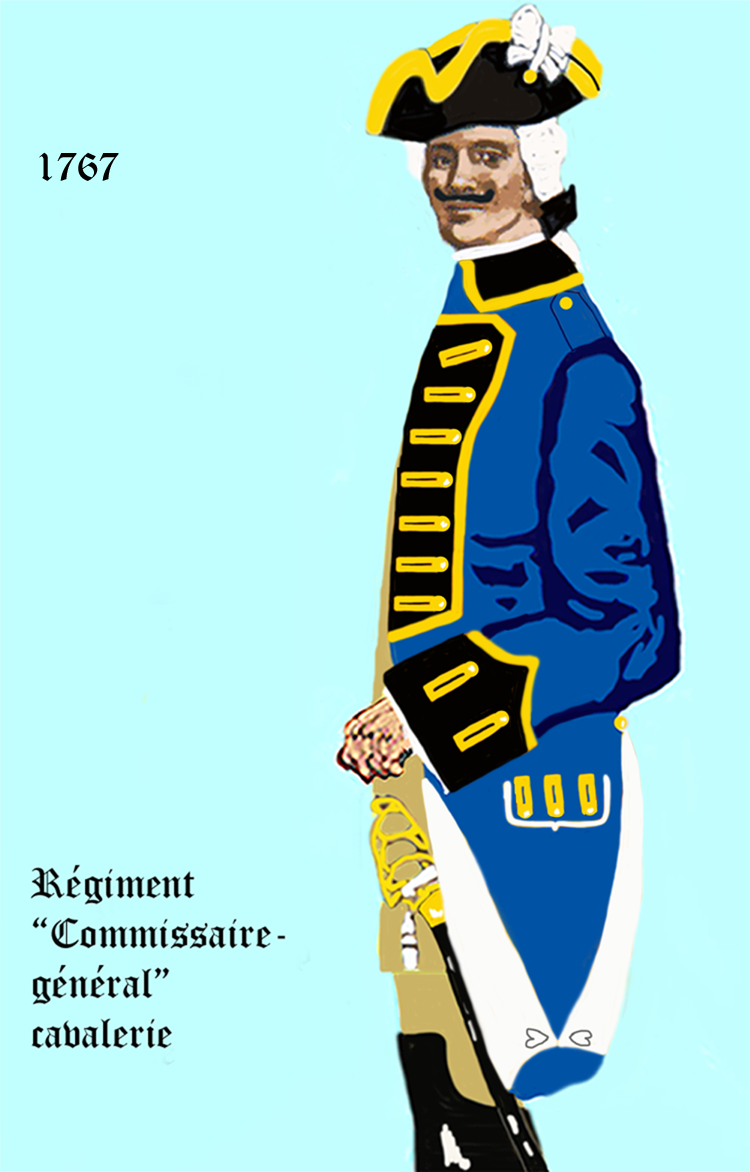
régiment du Commissaire Général de 1767 à 1776
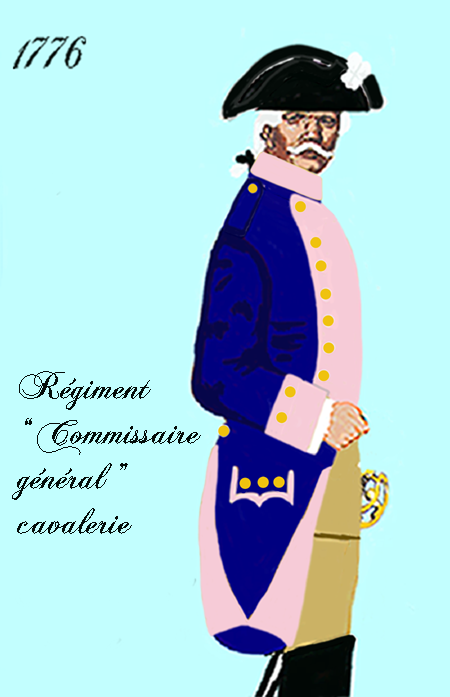
régiment du Commissaire Général de 1776 à 1779
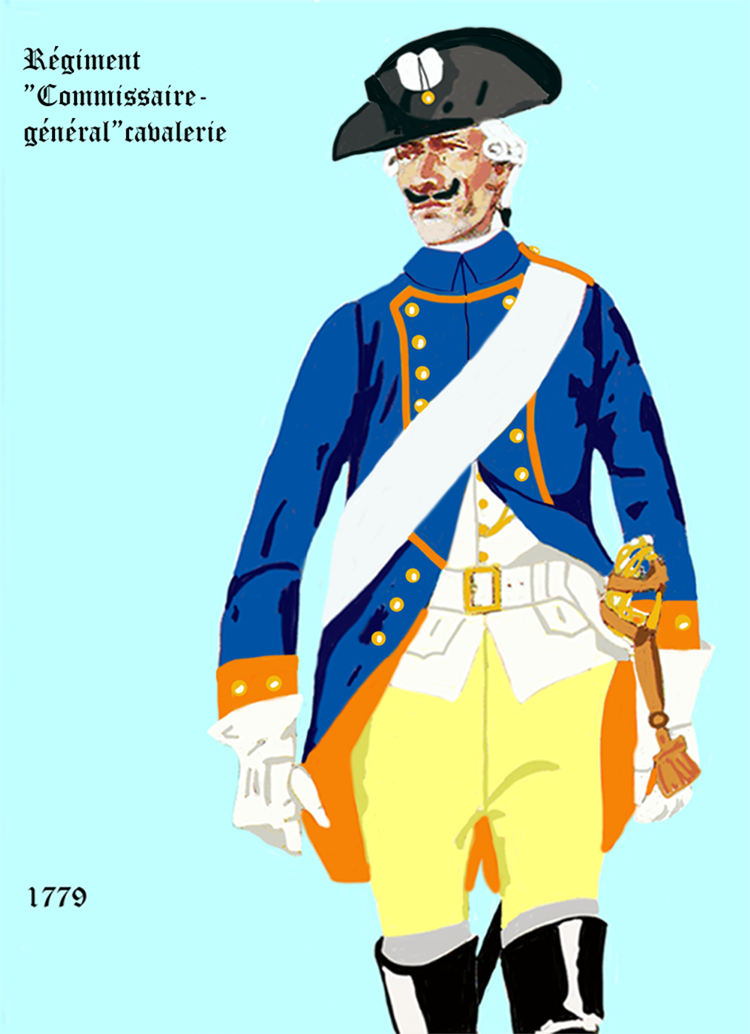
régiment du Commissaire Général de 1779 à 1786
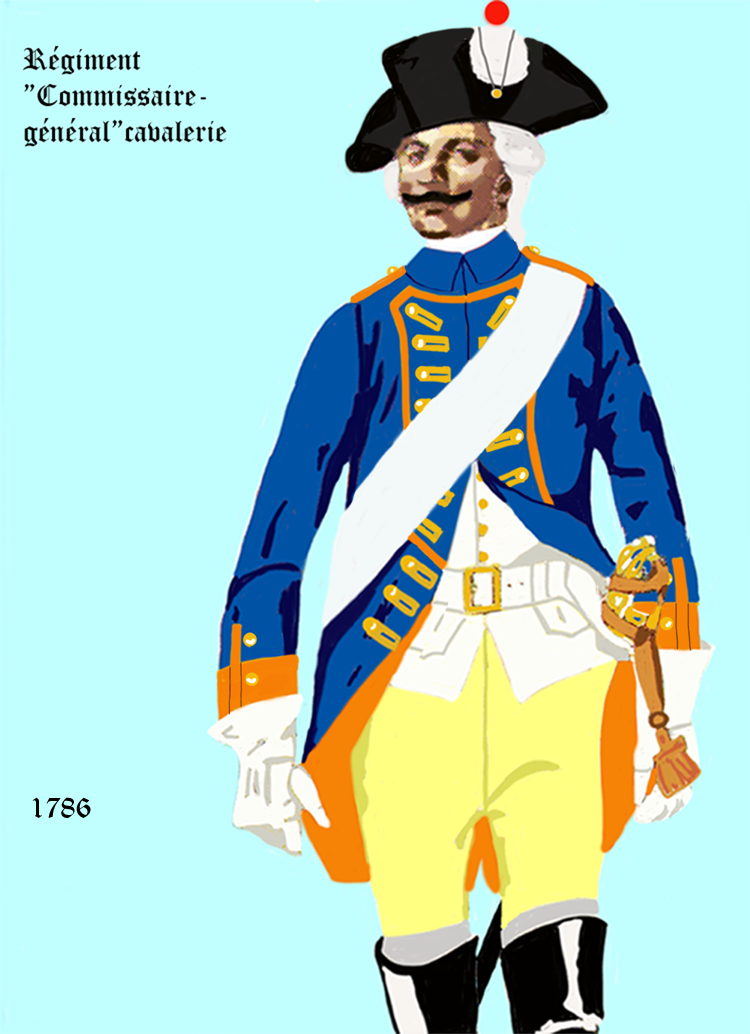
régiment du Commissaire Général de 1786 à 1791
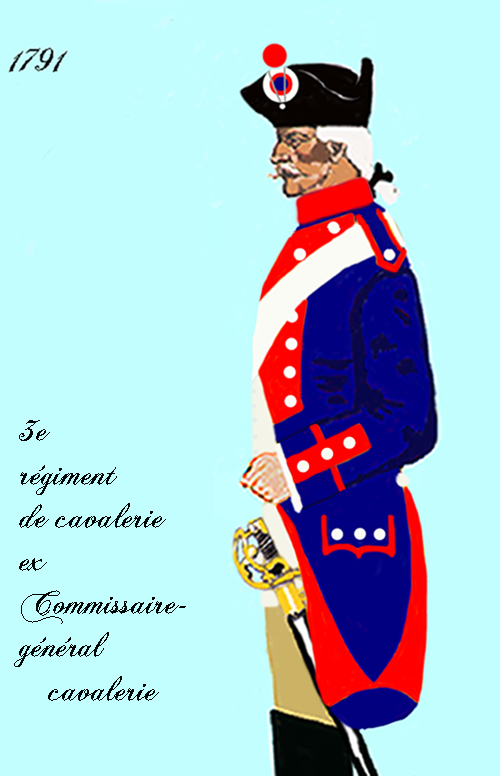
3e régiment de cavalerie à partir de 1791

## Historique

### Colonels et mestres de camp
Premier colonel
- 15 octobre 1645 : Thimoléon de Séricourt d’Esclainvilliers, maréchal de camp le 15 mars 1649, lieutenant général des armées du roi le 10 juillet 1652, commissaire général de la cavalerie le 25 mai 1654, † janvier 1657

Commissaires généraux
- 25 mai 1654 : Thimoléon de Séricourt d’Esclainvilliers (cf ci-avant)
- 7 février 1657 : Balthasard de La Cardonnière, maréchal de camp le 20 février 1652 et le 13 février 1674, lieutenant général des armées du roi le 25 février 1676, mestre de camp général de la cavalerie le 3 mai 1677, † 7 septembre 1679
- 22 juillet 1677 : Nicolas Auguste de La Baume, chevalier puis marquis puis maréchal de Montrevel, brigadier le 25 février 1677, maréchal de camp le 24 août 1688, lieutenant général des armées du roi le 30 mars 1693, maréchal de France le 14 janvier 1703, † 11 octobre 1716
- 2 septembre 1688 : Claude Louis Hector, marquis puis duc de Villars, brigadier de cavalerie le 24 août 1687, maréchal de camp le 10 mars 1690, lieutenant général le 18 juillet 1701, maréchal de France le 20 octobre 1702, maréchal général des camps et armées du roi le 18 octobre 1733, † 17 juin 1734
- 7 juillet 1703 : Joseph Ignace Auguste Mainfroy-Jérosme de Scaglia, comte de Verrue, brigadier de cavalerie le 7 juillet 1703, maréchal de camp le 10 février 1704, † 13 août 1704[3]
- 17 septembre 1704 : Charles François de La Baume-Le Blanc, duc de La Vallière, 29 janvier 1702, maréchal de camp le 26 octobre 1704, lieutenant général des armées du roi le 18 juin 1709, mestre de camp général de la cavalerie le 26 février 1714, † 22 août 1739
- 26 février 1714 : Alexis Madeleine Rosalie, chevalier puis comte puis duc de Châtillon, brigadier le 6 octobre 1712, mestre de camp général de la cavalerie le 5 février 1716, maréchal de camp le 1er février 1719, lieutenant général des armées du roi le 1er août 1734, † 15 février 1754
- 5 février 1716 : Gaspard, marquis de Clermont-Tonnerre, brigadier le 1er janvier 1716, maréchal de camp le 22 décembre 1731, lieutenant général le 1er août 1734, maréchal de France le 17 septembre 1747, † 16 mars 1781
- 16 mars 1736 : Anne Louis Henry de Thiard, marquis de Bissy, brigadier le 16 mars 1736, maréchal de camp le 20 février 1743, lieutenant général le 1er janvier 1748, mestre de camp général de la cavalerie le 9 avril 1748, † 3 mai 1748
- 9 avril 1748 : Armand Louis de Béthune, brigadier le 1er janvier 1748, mestre de camp général de la cavalerie le 4 mai 1748, déclaré maréchal de camp en décembre 1748 par brevet expédié le 10 mai, lieutenant général le 17 décembre 1759, † 1788
- 9 juin 1748 : Charles Eugène Gabriel de La Croix, marquis de Castries, brigadier le 1er janvier 1748, déclaré maréchal de camp en décembre 1748 par brevet expédié le 10 mai, lieutenant général le 28 décembre 1758, mestre de camp général de la cavalerie le 16 avril 1759, † 11 janvier 1801
- 16 avril 1759 : Anne François de Harcourt, chevalier de Harcourt, puis marquis de Beuvron, brigadier le 22 juillet 1758, maréchal de camp le 20 février 1761
- 9 mai 1778 : Charles Louis Hector, marquis de Harcourt
- 30 décembre 1782 : Armand Charles Augustin de La Croix de Castries, comte de Charlus
- 20 mai 1784 : Marie François d’Harcourt, comte de Beuvron

Mestres de camp et colonels
- 19 juillet 1763 : Guillaume Charles, marquis d’Harcourt
- 22 juillet 1764 : Charles Louis Hector, comte d’Harcourt
- 19 juillet 1778 : Innocent Hector Maillard, vicomte de Landreville
- 13 avril 1780 : Joseph Antoine Ferrar, comte de Pontmartin
- 1er janvier 1784 : Jean Louis Dumanoir de Juaye
- 28 juin 1784 : Louis François Alexandre, baron d’Harembures
- 1er mai 1788 : Anne Claude Rousseau de Chamoy
- 21 octobre 1791 : Alexandre Guillaume Morin de Montcanisy
- 23 mars 1792 : Louis Charles Ango de La Mothe-Flers, maréchal de camp en 1792, † 22 juillet 1794
- 7 décembre 1792 : François Léger de Bellefonds
- 23 avril 1794 : Jean-Baptiste Lefebvre
- 28 décembre 1794 : Nicolas Sigisberg Mollard
- 3 février 1795 : Jean-Baptiste Meunier
- 6 mars 1801 : Claude Antoine Préval, † 19 janvier 1853
- 31 décembre 1806 : Jean Louis Richter
- 7 septembre 1811 : N. de Lalaing d’Audenarde
- 13 mai 1813 : Jean Guillaume de La Croix

### Campagnes et batailles
Le régiment du Commissaire Général cavalerie participe au combat de Chiari en 1701. L'année suivante, il combat à la bataille de Luzzara puis en 1703 à la bataille de San Sebastiano da Po (26 octobre). En 1704, il se trouve aux sièges de Verceil, d'Ivrée et de Verrue.
- 1760 : bataille de Corbach

Le 3e régiment de cavalerie a fait les campagnes de 1792 à 1794 aux armées du Nord et de Sambre-et-Meuse. A pris une part glorieuse à la bataille de Jemmapes, le 6 novembre 1792.

Campagnes des ans IV et V à l’armée de Rhin-et-Moselle ; an VI aux armées d’Allemagne, de Mayence et d’Helvétie ; an VII à l’armée d'Italie ; ans VIII et IX aux armées de réserve et d’Italie.
Le 3e régiment de cuirassiers a fait les campagnes de l’an XIV au corps de réserve de cavalerie ; de 1806 à 1808 aux 1er et 4e corps de réserve ; 1809 et 1810 à l’armée du Rhin ; 1811 et 1812 au corps d’observation de l’Elbe ; 1813 et 1814 au 1er corps de cavalerie (Hambourg) ; 1815 à la 2e division de réserve de cavalerie.

### Quartiers
- Landrecy[2]